# Simulium nemorivagum
Simulium nemorivagum är en tvåvingeart som beskrevs av Datta 1973. Simulium nemorivagum ingår i släktet Simulium och familjen knott. Inga underarter finns listade i Catalogue of Life.